# Domaszowice (Sainte-Croix)
Pour les articles homonymes, voir Domaszowice.
Domaszowice est une localité polonaise de la gmina de Masłów, située dans le powiat de Kielce en voïvodie de Sainte-Croix.